# Girls (bande dessinée)
Pour les articles homonymes, voir Girls.
Girls est une série de comics créée par les frères Jonathan et Joshua Luna. Elle est publiée aux États-Unis par Image Comics de 2005 à 2007 et traduite en France par les éditions Delcourt dans la collection « Contrebande ».

## Synopsis
L'histoire se déroule dans la petite ville américaine de Pennystown. Un soir, le héros, Ethan Daniels, découvre une étrange et belle femme nue sur le bord de la route. Il prend sur lui de s'occuper de l'inconnue. Il ne sait pas encore que cette rencontre bouleversera la vie de tous les habitants de Pennystown. Car, rapidement les femmes nues deviennent de plus en plus nombreuses et se mettent à attaquer les autres femmes de la ville dans un but mystérieux...

## Historique

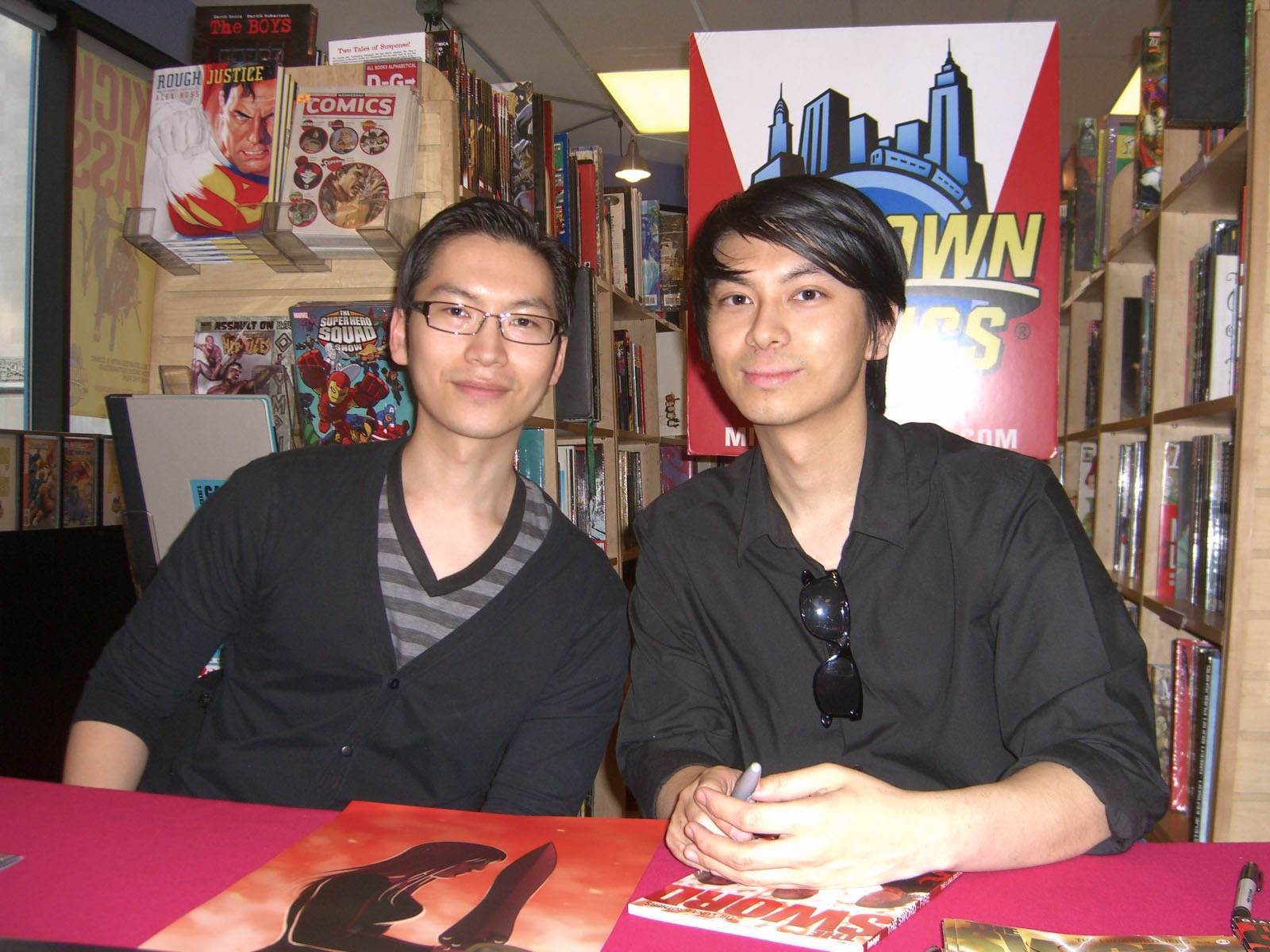
Les auteurs, Joshua et Jonathan Luna.

Après le comics de super-héros Ultra chez Delcourt, les frères Luna passent dans un tout autre registre, celui du fantastique et de l'horreur. Ils choisissent de faire dérouler leur histoire dans une petite bourgade américaine dans une ambiance lourde et angoissante proche des romans de Stephen King. Dans cette histoire, les femmes nues remplacent les zombies comme vecteur d'angoisse.
Les frères Luna commencent à développer cette histoire après que Joshua Luna ai eu l'« idée au hasard d'une fille qui éclot d'un œuf ». Les Luna développent alors l'idée d'un « monstre de beauté », s'interrogeant également sur ce qui arriverait si la fille en question commence à se multiplier par clonage et comment cela affecterait les hommes et les femmes environnants.
Ils choisissent comme cadre de l'histoire, la petite ville fictive de Pennystown, afin de garder un nombre de personnages limité.

## Personnages
Les personnages sont les habitants de la ville de Pennystown. Ils sont présentés par localisation.

### Au Nord-Ouest
Au nord-ouest, près du champ de citrouilles, on trouve Pattie (Maison 1), Chester, Sally et Antawn (Maison 2), Alexis, Kenna et leur mère (Maison 3), Dennis et Shelly (Maison 4), Dora (Maison 5), Jimmy et Barbara (Maison 6), Dan, Suzie et Cole (Maison 7), Kenny, Nancy, Alice, Nina et Junior (Maison 8), Ethan (Maison 9), Merv et sa mère (Maison 10), Bernard, Lucy et Adam (Maison 11), Molly (Maison 12), Oscar (Maison 13) et Rob (Maison 14).

### Au Nord-Est
Au nord-est, près du cimetière et du château d'eau, habitent Ted et Ruby (Maison 15).

### Au Centre
Au centre, il y a le bar de Taylor, le restaurant, le bureau de poste de Molly, l'église, la station service de Ted, l'épicerie d'Ethan, la maison du révérend Samson et de Karen (Maison 16) et la maison de Lester (Maison 17).

### À l'est
À l'est se trouve la ferme de Pa', Ma' et fiston Pickett.

### Au Sud
Au sud, on retrouve le post de police de Wes Wilder, la maison de Taylor (Maison 18), la maison de Seth (Maison 19) et la maison de Howard et Ying-Ma McCallister et de leur fille (Maison 20).

## Nécrologie
Comme souvent dans les séries d'horreur, il y a beaucoup de morts dans Girls.
- Tome 1 : 5 morts (Ma' Pickett, Jimmy, Dennis, Dan et Suzie) ;
- Tome 2 : 29 mort (24 habitants anonymes et la mère de Alexis, Dora, Pattie, Shelly et Molly) ;
- Tome 3 : 1 mort (Howard) ;
- Tome 4 : 15 morts (6 campeurs anonymes, Cole, Seth, Leser, Ruby, Rob, la mère de Merv, Nancy, Barbara et Kenna).

Il y a 21 survivants (Chester, Sally, Antawn, Alexis, Ethan, Merv, Bernard, Adam, Kenny, Alice, Nina, Junior, Ted, Pa et fiston Pickett, Samson, Karen, Taylor, Wes, Ying-Ma et sa fille).

## Publication

### Aux États-Unis
- Girls (2005-2007)[5].

### En France
- 1. Conception (Girls #1-6), 15 mars 2006, Contrebande, Delcourt,  (ISBN 978-2-7560-0134-0) ;
- 2. Émergence (Girls #7-12), 6 septembre 2006, Contrebande, Delcourt,  (ISBN 978-2-7560-0376-4)  ;
- 3. Survie (Girls #13-18), 21 mars 2007, Contrebande, Delcourt,  (ISBN 978-2-7560-0817-2) ;
- 4. Extinction (Girls #19-24), 7 novembre 2007, Contrebande, Delcourt,  (ISBN 978-2-7560-1089-2).

## Ventes
Selon l'éditeur, les ventes de Girls ont été moyennes contrairement à Ultra qui a « très bien fonctionné ».

## Critiques
Le site bdtheque confère à la série Girls une note moyenne de 3,31 sur une échelle de 5 et le site bedetheque une note moyenne de 3,63 sur 5.
Mickaël Géreaume, pour le site PlaneteBD note que Girls est « au final une série qui saura intriguer, passionner et même effrayer par moments ». Il la conseille fortement. Il signale que « l’atmosphère sombre et si particulière fait immédiatement penser aux œuvres de Stephen King, le tout mêlant peur, humour et fantastique ». Il indique également qu'« on ne peut s’empêcher de penser aussi au réalisateur M. Night Shyamalan et à son film Signes pour l’ambiance ».